# مرجان غمار (مقاطعة غيلانغرب)
مرجان غمار (بالفارسية: مرجان گمار) هي قرية تقع في منطقة مركزية ريفية في إيران. يقدر عدد سكانها بـ 182 نسمة بحسب إحصاء 2016.